# لاسلو رایچانی
لاسلو رایچانی (انگلیسی: László Rajcsányi; ۱۶ فوریهٔ ۱۹۰۷ – ۵ سپتامبر ۱۹۹۲)  شمشیرباز اهل مجارستان بود.
وی در مسابقات کشوری و بین‌المللی در مجموع برندهٔ ۳ مدال طلا شده‌است.